# Округ Грејвс (Кентаки)
Грејвс (енгл. Graves County) је округ у америчкој савезној држави Кентаки.

## Демографија
По попису из 2010. године број становника је 37.121, што је 93 (0,3%) становника више него 2000. године.
| Група             | 2000.          | 2010.          |
| Белци             | 33.971 (91,7%) | 32.608 (87,8%) |
| Афроамериканци    | 1.645 (4,4%)   | 1.607 (4,3%)   |
| Азијати           | 73 (0,2%)      | 124 (0,3%)     |
| Хиспаноамериканци | 888 (2,4%)     | 2.099 (5,7%)   |
| Укупно            | 37.028         | 37.121         |